# Gimming-Lem Kommune
Gimming-Lem var en dansk sognekommune i Randers Amt fra 1842 til 1970. Kommunen bestod af Gimming og Lem Sogne. Den blev ved kommunalreformen i 1970 en del af Randers Kommune.